# Orca
L'orca (Orcinus orca) és un cetaci odontocet i el membre més gros de la família dels delfínids. Les orques tenen una dieta diversa, encara que cada població se sol especialitzar en certs tipus de preses. Algunes s'alimenten exclusivament de peix, mentre que d'altres cacen mamífers marins com ara foques i dofins. Se n'han observat exemplars atacant misticets joves i fins i tot adults. Les orques són depredadors alfa, car no hi ha cap altre animal que les caci. Es tracta d'una espècie cosmopolita que habita diversos tipus de medis marins arreu del món, des de les regions polars fins als mars tropicals, i tan sols manca de presència al mar Bàltic, el mar Negre i parts de l'oceà Àrtic.
Les orques són molt socials. Algunes poblacions es componen de grups familiars matrilineals, que són els més estables que s'han observat en el món animal. Les seves tècniques de caça avançades i les seves vocalitzacions, que generalment difereixen d'un grup a l'altre i es transmeten de generació en generació, s'han descrit com a exemples de cultura animal.
Les orques es desplacen contínuament en grups familiars. Mentre uns grups són migratoris altres poblacions són estables. Exteriorment el seu cos combina el color negre i el blanc. Els mascles poden arribar a fer 9,5 metres de llarg i pesar 6.000 kg, mentre les femelles són aproximadament el 10% més petites.
Les orques en llibertat poden viure 80 anys o més, però en captivitat no solen passar dels 20. Les orques nascudes en captivitat i alliberades després d'anys en companyia humana segueixen depenent dels homes pel que fa a l'alimentació.
La imatge popular de les orques va rebre la consideració d'un animal perillós (la pel·lícula del 1977 Orca: The Killer Whale, Orca, la balena assassina) i va canviar a un «dofí amable» a través del cinema (la pel·lícula del 1993 Salveu a Willy) o l'espectacle amb orques com Ulisses del zoològic de Barcelona i a altres llocs com el Sea World dels Estats Units.

## Descripció

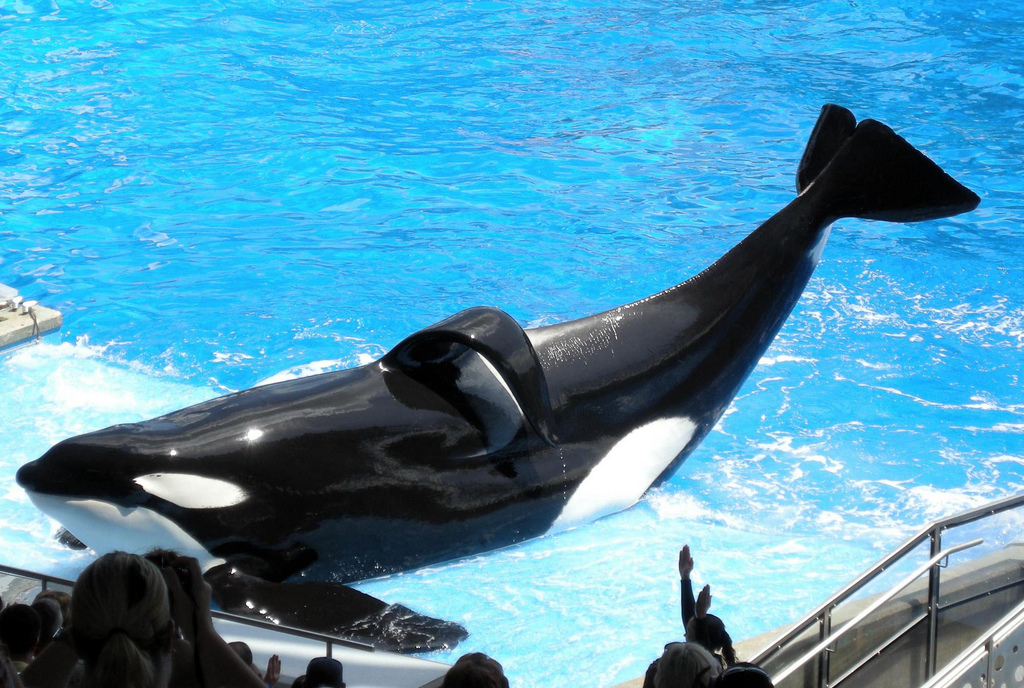
Orca en un zoo aquàtic.

Les orques es distingeixen dels altres delfínids per la seva gran mida, el seu cos robust, la forma i mida de les aletes i el patró de color de la pell. Per aquestes característiques els adults són molt distintius i difícils de confondre amb qualsevol altre animal marí. No obstant això, els exemplars joves, quan són observats de lluny, poden ser confosos amb altres cetacis com la falsa orca (Pseudorca crassidens) o el cap d'olla gris (Grampus griseus).
L'espècie té una distribució del color distintiva. La regió dorsal és de color negre, el pit, el ventre i els flancs són blancs, i posseeix una taca també blanca darrere dels ulls. Les cries neixen amb un tint groguenc o taronja en les àrees de color blanc, però aquest desapareix posteriorment. Les orques tenen una enorme aleta dorsal de forma triangular darrere de la qual, sobre el dors, té una taca grisa fosca en forma de cadira de muntar. Les orques que habiten l'Antàrtida tenen aquesta taca d'un color gris més pàl·lid.

### Anatomia

Principals regions anatòmiques de l'orca.

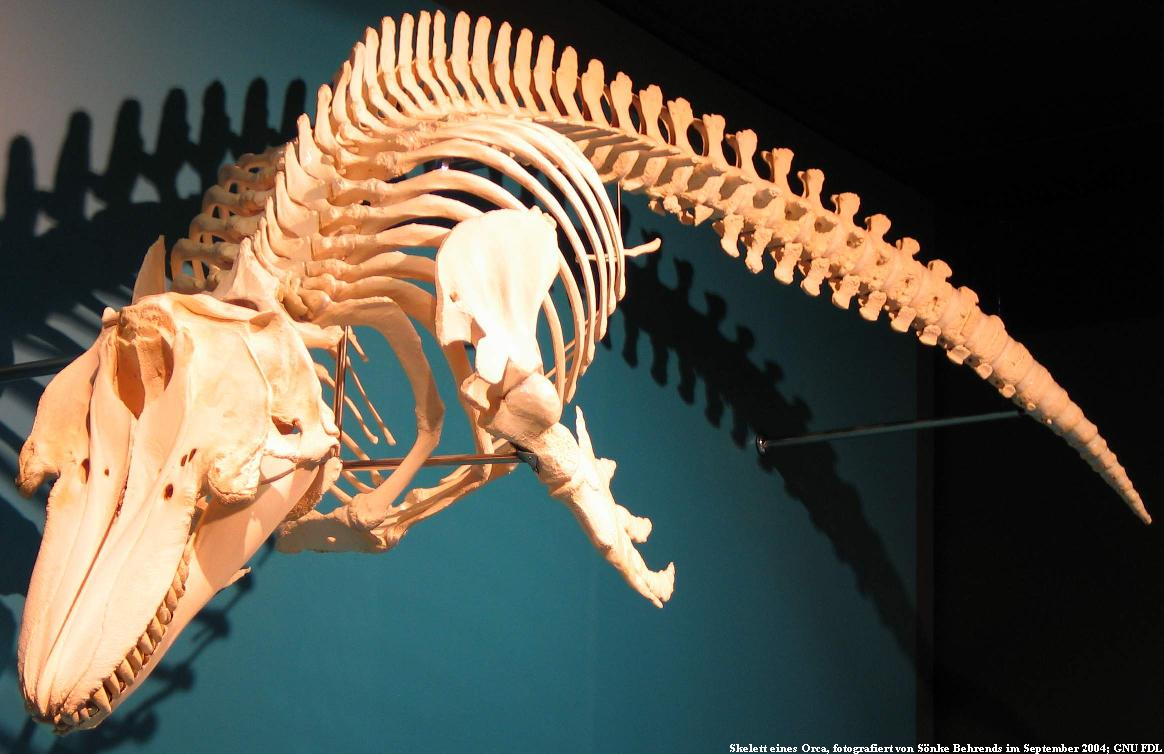
Esquelet d'una orca en el Zoologischen Museum d'Hamburg, Alemanya.

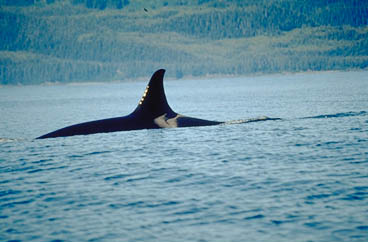
Aleta dorsal i taca dorsal d'una orca del nord-est de l'oceà Pacífic. Per la forma de l'aleta, aquest exemplar es pot tractar d'una femella adulta o un exemplar jove de qualsevol sexe.

L'orca presenta el disseny anatòmic comú a tots els delfínids. El crani presenta menys asimetria que en les altres espècies grans de la família Delphinidae. És fàcilment distingible per la seva gran mida que arriba a assolir fins a un metre de longitud, no té un pic o musell identificable. La fossa temporal és gran, el que indica la grandària i força dels músculs que tanquen la mandíbula. Té de deu a catorze peces dentals en cada quadrant dels maxil·lars i en total sumen entre quaranta i cinquanta-sis dents. Totes les dents tenen la mateixa forma (homodontes); són relativament grans arribant als tretze centímetres de longitud amb les puntes lleugerament romes i corbades cap a dins. Els alvèols dentaris són profunds i les dents presenten una forma oval en observar-se en un tall transversal a través de la base. Els individus vells poden presentar una pèrdua significativa de dents. S'ha observat específicament en les orques marítimes del nord del Pacífic pèrdua i exposició de la polpa dental a causa de la seva dieta basada en taurons la pell resulta abrasiva.
L'esquelet té la morfologia bàsica de tots els delfínids, però és més gran i robust en tots els aspectes. Té de 50-54 vèrtebres i d'onze a tretze parells de costelles, de les quals sis fan contacte directe amb l'estèrnum.
S'han publicat algunes estimacions de la grandària del cervell de l'espècie. Per a un animal de 5,21 m de longitud es va calcular una massa de 4.500 g; per a un altre individu de 5,55 metres es va estimar en 5.617; ± 968 g. Es va calcular també un quocient d'encefalització de 2,9 per l'orca, el qual és baix entre els odontocets a causa de la seva gran mida i el percentatge important de greix corporal respecte al pes total. En els humans aquest coeficient oscil·la entre 6 i 8.
Les aletes pectorals són grans i arrodonides, tenen forma de rem i són grans en els mascles, en els quals l'aleta dorsal també és més gran i arriba a mesurar fins a 1,8 m. En els mascles té una forma de triangle allargat, mentre que en les femelles és més curta, corbada a la punta i assoleix únicament 0,7 m de longitud màxima. Mascles i femelles també es difereixen en els patrons de distribució del color en l'àrea genital. Cada individu d'aquesta espècie pot ser identificat a partir de la seva aleta dorsal i la taca en el seu llom, ja que les variacions en les osques, les rascades i els estrips a l'aleta dorsal, i la forma de la gran taca grisa de la seva esquena són úniques per a cada un. La identificació per mitjà de fotografies ha fet possible comptar les poblacions d'orca en lloc de realitzar només estimacions i també ha permès la comprensió dels cicles de vida i estructures socials dels grups.

### Fisiologia
L'orca té bona visió dins i fora de l'aigua, audició excel·lent i un bon sentit del tacte, igual que els altres cetacis, no té olfacte. Té un sistema d'ecolocació excepcionalment sofisticat, és capaç de detectar la ubicació i característiques de les preses i altres objectes del seu ambient per mitjà de l'emissió de sons i posterior recepció i interpretació dels ecos. El volum corrent pulmonar era de 46,2 litres i el flux corrent de 129 litres per segon, en un animal de 4,3 m de longitud.
La freqüència cardíaca és de 60 pulsacions per minut a la superfície i 30 durant les immersions. La capacitat de transport d'oxigen és moderada en comparació amb els cetacis que se submergeixen a major profunditat, com els integrants del gènere Kogia.

### Longevitat
D'acord amb els estudis realitzats en la població d'orques residents del nord-est del Pacífic, la mortalitat és extremadament alta durant els primers 6 mesos de vida, interval durant el qual moren entre el 37 i 50% de les cries. A mesura que creixen els joves la mortalitat disminueix ràpidament i entre els 10,5 i els 14,5 anys és de només del 0,5%. En les femelles que assoleixen l'edat reproductiva la mortalitat és baixa, oscil·lant entre el 0 i l'1,7% entre els 15,5 i els 44,5 anys, en els mascles és més alta arribant al 7,1% després dels 30 anys. Els animals en captivitat tenen una mortalitat més alta, amb un percentatge anual del 6,2 al 8,9%.
Al moment de néixer, l'esperança de vida de les orques residents és d'aproximadament 29 anys per a les femelles i 17 anys per als mascles. No obstant això, per als animals que arriben als sis mesos s'incrementa fins a cinquanta o seixanta anys per a les femelles i 29 anys per als mascles. Una vegada superen els quinze anys, l'esperança de vida és de seixanta-tres anys per a les femelles i trenta-sis per als mascles. L'edat màxima assolida per tots dos gèneres oscil·la entre vuitanta i noranta anys en les femelles i cinquanta a seixanta anys en els mascles.

## Alimentació

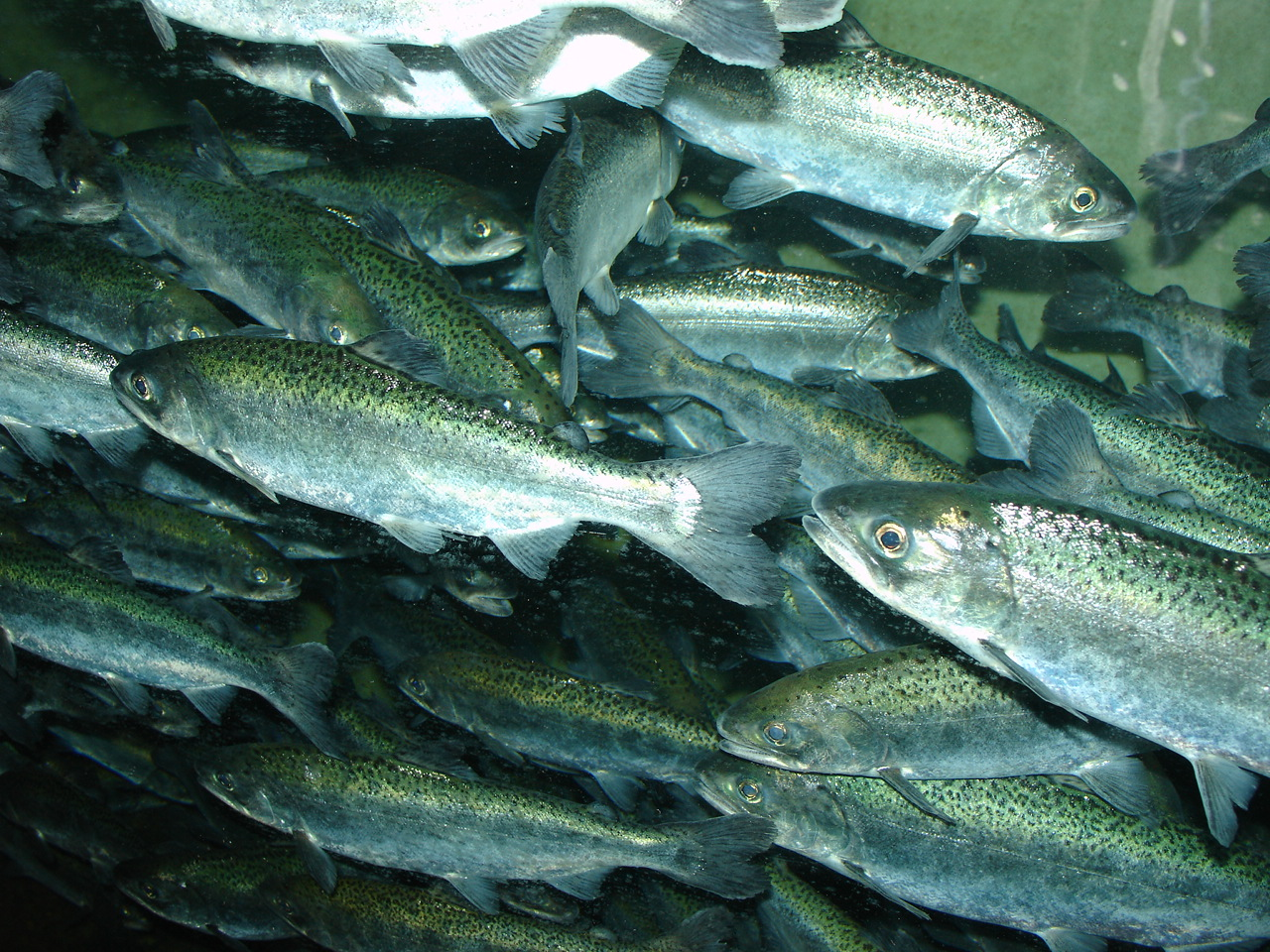
El salmó reial (Oncorhynchus tshawytscha) presa predilecta de les orques del nord del Pacífic.

Les orques són els depredadors alfa de tota la seva distribució global i poden tenir un impacte considerable sobre el comportament i les poblacions de les seves preses. Tenen una dieta molt variada i es poden alimentar de molts vertebrats marins, entre els quals hi ha els salmons, els batoïdeus, els taurons (incloent-hi els taurons blancs), misticets de grans dimensions i nombroses espècies de pinnípedes. Els seus atacs contra les cries de balenes podrien ser el motiu de la migració anual de moltes balenes a aigües més tropicals, on hi ha un nombre molt inferior d'orques que a les aigües polars. Abans de l'inici de la caça de balenes a gran escala, es creu que eren una font d'aliment important per a les orques. Tanmateix, el gran declivi de les poblacions de misticets ha forçat les orques a adoptar una dieta més variada, que al seu torn ha tingut efectes negatius sobre els mamífers marins més petits. A la dècada del 1990 hi hagué una polèmica quan un grup de científics atribuïren, sense proves directes, el declivi de les poblacions de llúdries marines de les Illes Aleutianes a la seva caça per les orques. Aquest declivi fou precedit pel col·lapse de les poblacions de foques comunes i lleons marins de Steller, les preses habituals de les orques, a causa de la caça de balenes a escala industrial. Així doncs, les orques haurien començat a atacar les llúdries marines per substituir aquestes altres fonts d'aliment.
Els individus en captivitat mengen al voltant del 3,6 al 4% del seu pes corporal al dia (uns 160 kg per a un animal de 4 tones). El consum s'incrementa gradualment des del naixement fins als vint anys. Per exemple, en una femella captiva es va registrar el consum de 22 kg de peix diari a l'any d'edat, 45 kg als deu anys i 56 kg als divuit anys. A causa de l'activitat més alta dels animals en llibertat, possiblement requereixin una major quantitat d'aliment que els exemplars captius. El requeriment calòric diari estimat és de 85.000 kcal al dia per als joves més petits, 100.000 per als més grans, 160.000 per a les femelles i 200.000 per als mascles adults. En animals lliures van tenir un requeriment mitjà de 62 kcal/kg/dia.

## Reproducció

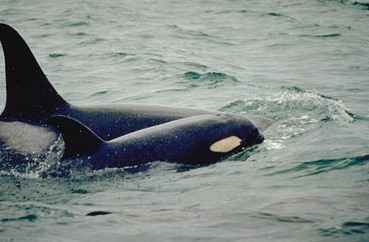
Orca femella amb una cria.

No es disposa d'estudis de camp sobre tots els aspectes del comportament reproductiu de l'espècie i gran part de la informació disponible procedeix d'animals en captivitat. Se sap que les femelles maduren sexualment quan arriben a entre 4,6 i 4,9 m de longitud i a una edat de sis a deu anys. Els mascles maduren quan assoleixen una talla d'entre 5,5 i 6,1 m de llarg i entre els 10 i 13 anys. El major creixement de l'aleta dorsal en els mascles comparat amb les femelles, probablement constitueix un caràcter sexual secundari, ja que la taxa més elevada de creixement coincideix amb l'arribada de la maduresa sexual. L'observació de femelles en captivitat indica que tenen períodes de múltiples cicles de moguda intercalats amb èpoques d'inactivitat ovular. Aquests períodes d'anar d'orca de mitjana tenen quatre cicles cada vegada, són variables i impredictibles i són diferents en cada femella. No hi ha pèrdua perceptible de sang menstrual durant aquests cicles.
També en captivitat s'ha documentat que els mascles poden festejar una femella que estar en zel de cinc a deu dies. Se'ls ha vist copular amb femelles prenyades i també amb femelles que no van ixides. Els mascles són polígams i sempre es reprodueixen fora del seu grup reduint el risc d'endogàmia. La diferència en els dialectes molt probablement els ajudi a determinar el grau de relació familiar d'una parella potencial.
El període de gestació varia d'entre quinze i divuit mesos. En captivitat la mitjana registrada és de disset mesos (517 ± 20 dies) amb un rang de 468-539 dies. Donen a llum una cria per cada part amb un període entre cada naixement de 5,3 anys de mitjana, amb un rang de dos a catorze anys en els animals del nord-est del Pacífic i de 3 i 8,3 anys a l'Atlàntic Nord i a l'Antàrtida respectivament. En captivitat es reprodueixen amb intervals de 2,7 a 4,8 anys. No obstant això, es va documentar una femella que tingué una cria dinou mesos després de la mort del seu anterior nadó.
Els parts ocorren durant tot l'any, amb major freqüència durant l'hivern. Les cries mesuren en néixer entre 2,2 i 2,7 m de longitud i pesen al voltant de 200 kg. La mortalitat és alta durant els primers sis mesos de vida, amb un percentatge de mortalitat del 37% al 50%. En el seu medi natural la lactància dura aproximadament cinc minuts i es realitza a la superfície o a sota l'aigua. A les cries en captivitat se'ls ha observat alimentar-les de trenta-dos a trenta-quatre vegades al dia, amb un temps total de 3,2 a 3,6 hores al dia invertides, la durada mitjana de les sessions d'alimentació és de 6,8-7,2 minuts. El deslletament comença a l'any d'edat, completant-lo als dos anys. Les femelles que no han assolit l'edat fèrtil, i de vegades els mascles, participen en la cura de les cries.
L'erupció de les dents en les cries s'inicia a les onze setmanes de vida, moment en el qual comencen a consumir aliments sòlids que els subministren les seves mares. En exemplars joves captius es va registrar un consum de 6,6 kg de peix i calamars als cinc mesos d'edat i de 22 kg als quinze mesos.

## Comportament

### Estructura social

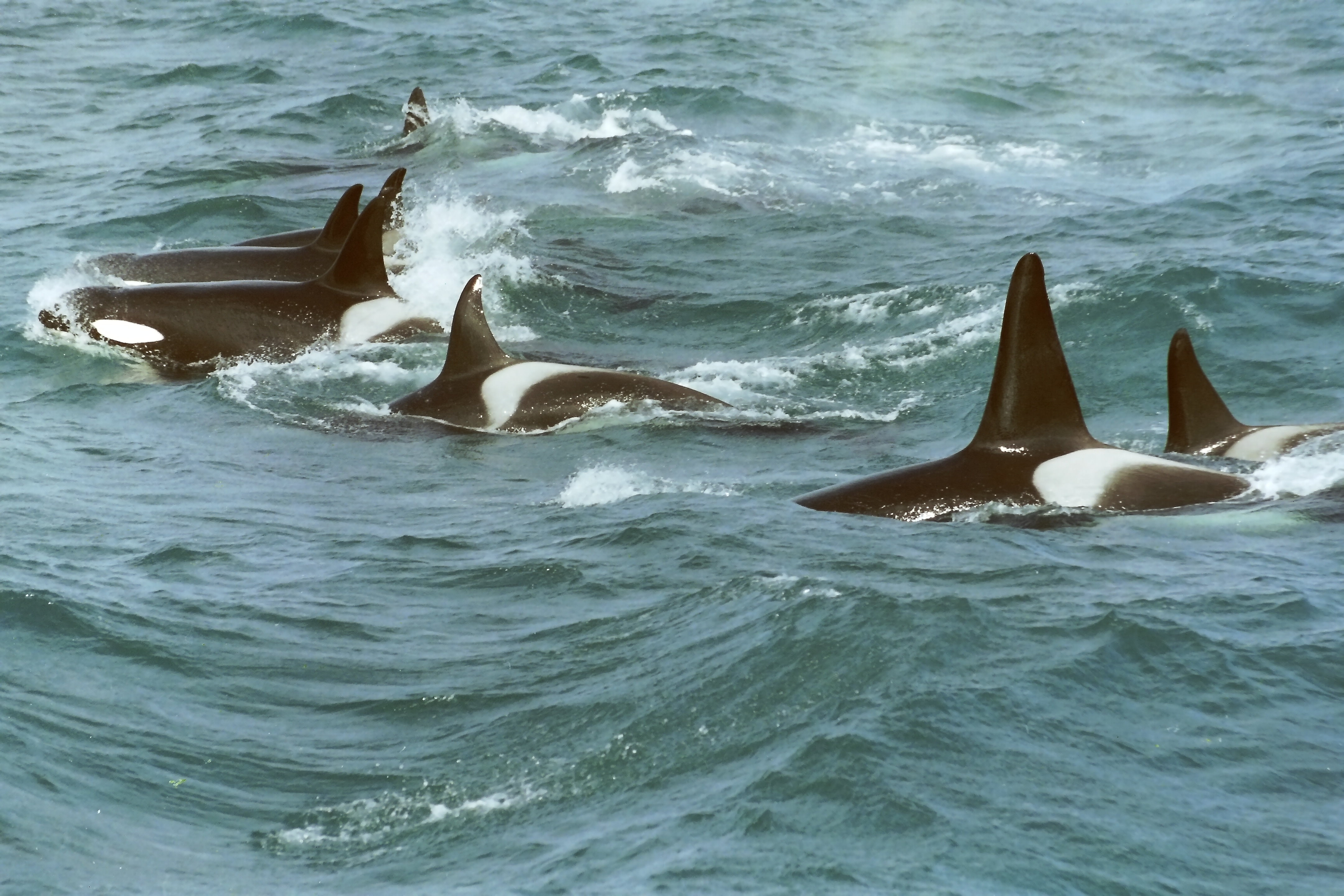
Grup d'orques a prop de Noruega.

L'orca usualment viu en grups menors a quaranta individus. En aigües marítimes del Japó, s'integra en grups amb una quantitat mitjana de sis animals, amb un rang d'entre un i trenta. A Alaska, la grandària dels grups oscil·la entre un i cent individus; només l'1% dels grups està integrat per més de vint animals. En aigües temperades i tropicals a l'orient del Pacífic, els grups estan formats per un màxim de 75 orques amb una mitjana de 5,3 exemplars. S'estima que el 91% dels grups tenen menys de deu individus. A l'Antàrtida, aproximadament la meitat dels grups tenen de cinc a deu animals. No obstant això, en aigües d'Alaska i Noruega s'han observat grups de més de cent exemplars que estan integrats per diversos grups, aquests es reuneixen, possiblement, a causa d'un superàvit estacional d'aliment o com a part d'interaccions socials. Al nord-est del Pacífic, la composició dels grups sembla mantenir-se constant a través del temps, amb un 19% de mascles adults, un 40% de femelles adultes i un 41% d'individus immadurs d'ambdós sexes. A Alaska, la distribució és del 19% de mascles adults, 55% de femelles adultes i 27% d'individus immadurs de tots dos gèneres.
La mida dels grups probablement depengui de la distribució espacial, la quantitat, el comportament i el tipus de preses. Per exemple, les poblacions d'orques residents i transeünts que habiten en aigües de l'estat de Washington i la província de la Colúmbia Britànica (Estats Units i el Canadà, respectivament) difereixen substancialment en la grandària dels grups. Això és perquè les transeünts s'alimenten en grups petits, d'acord amb la distribució dels mamífers marins que cacen; possiblement, són capaços d'optimitzar la ingesta de menjar per capita, en reduir la competència per l'aliment. Les residents, en canvi, reunides en grups més grans, poden detectar i acorralar millor els grups de peixos millorant amb això el consum alimentari de cada individu.
D'acord als estudis sobre l'organització social en les comunitats del nord-est del Pacífic, aquesta es basa en el parentiu matern i pot ser una característica de les poblacions d'orca d'arreu del món. Les investigacions de l'àrea han mostrat diferències particulars entre els diferents tipus d'orca.

### Comunicació

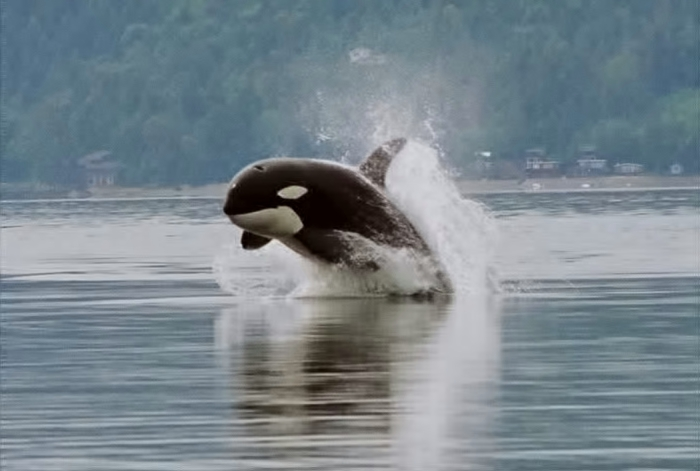
Orca perseguint a una marsopa de Dall.

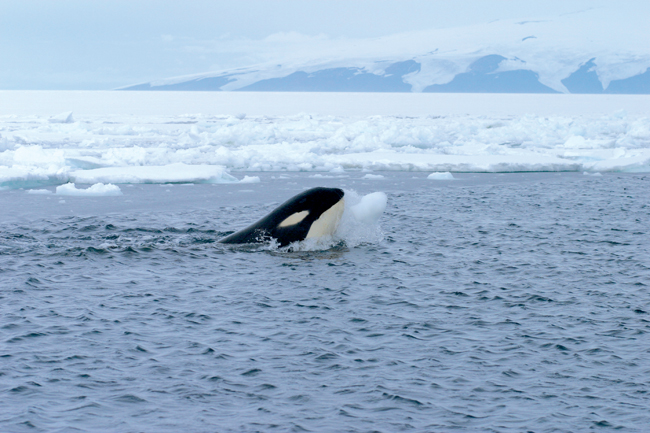
Una orca jugant amb una bola de gel.

La comunicació vocal de les orques està molt desenvolupada, sent un element essencial per permetre les complexes relacions socials que posseeixen. Com tots els odontocets, les orques depenen dels sons emesos per orientar-se, alimentar-se i comunicar-se entre si. Les vocalitzacions són produïdes pel pas de l'aire a través de les estructures de la cavitat nasal i són enfocades cap endavant mitjançant el meló. La major part estan compostes d'una barreja de freqüències altes i baixes. Els sons de baixa freqüència es propaguen en totes direccions, però es dirigeixen principalment cap endavant i els costats, amb una freqüència fonamental de 250-1500 Hz i un harmònic de 10 kHz. D'altra banda, els sons d'alta freqüència són dirigits únicament en la direcció frontal de l'animal i tenen una freqüència fonamental d'entre 5 i 12 kHz i un harmònic superior als 100 kHz. Les cries emeten sons similars als adults, però tenen un repertori més limitat. Quan l'animal creix es completa la gamma de sons, els quals són apresos, més probablement, mitjançant la imitació, en lloc de ser heretats genèticament.
Aquesta espècie produeix tres categories de sons: clics d'ecolocalització, xiulets tonals i els anomenats modulats.
Els clics són polsos breus d'ultrasò emesos d'un o en seqüències. Són usats principalment per orientar-se i localitzar preses o altres objectes del seu voltant, però els usen també amb freqüència durant les interaccions socials dins de les quals pot tenir una funció en la comunicació. Cada un dels clics varia en la seva estructura amb una durada que oscil·la entre 0,1 i 25 mil·lisegons, i un rang de freqüència entre 4 i 18 kHz, amb un rang màxim d'entre 50 i 85 kHz. Les seqüències de clics duren usualment de dos a vuit segons, emeten de 2-50 clics per segon, però poden durar més de deu segons i produir fins a tres-cents clics per segon. Les seqüències lentes probablement les facin servir per mobilitzar-se i orientar-se pel que fa a objectes llunyans com balenes i accidents del sòl oceànic, mentre que els clics ràpids semblen ser usats per investigar objectes en un rang de deu metres.
Els xiulets són les vocalitzacions emeses amb més freqüència durant les interaccions socials. Són infreqüents mentre s'alimenten o durant els desplaçaments. Els xiulets són sons tonals de freqüència fonamental complementats amb alguns harmònics. Aquests xiulets tenen una freqüència mitjana de 8,3 kHz (rang 3-18,5), una amplada de banda de 4,5 kHz (rang 0,5-10,2) i una mitjana de cinc modulacions de freqüència per xiulet (rang 0-71). La durada mitjana d'aquests sons és d'1,8 segons.
Els anomenats modulats són les vocalitzacions emeses amb més freqüència per aquesta espècie; per a l'oïda humana s'assemblen a grinyols, xiscles i esgarips. La majoria d'aquests són molt estereotipats i d'estructura distintiva, caracteritzant-se per canvis ràpids en el to i la taxa de repeticions, aconseguint alguns d'ells fins a 4.000 o més polsos per segon. La seva durada normalment no excedeix els dos segons i la seva freqüència sovint oscil·la entre un i sis quilohertzs, però pot arribar a més de 30 kHz. Es distingeixen tres categories dels anomenats modulats: discrets, variables i aberrants. S'han realitzat nombrosos estudis sobre els anomenats discrets i són especialment cridaners pel fet que són repetitius i tenen característiques estructurals pròpies en cada grup d'orques. És el tipus de vocalització utilitzada durant l'alimentació i els desplaçaments i s'usa per mantenir contacte amb altres membres del grup, especialment aquells fora del rang visual. Els anomenats variables i aberrants són emesos amb més freqüència durant les trobades i les interaccions socials.
Els grups d'orques residents i del nord-est del Pacífic tendeixen a ser molt més vocals que els grups de transeünts de les mateixes aigües. Aquestes orques s'alimenten principalment de salmons, els quals són incapaços de sentir els sons de les orques, fins i tot a poca distància. Les transeünts en canvi són més silencioses, probablement per evitar alertar els mamífers que caça, els quals es caracteritzen per posseir una excel·lent audició sota l'aigua. Aquestes sovint utilitzen un simple clic, en lloc de la sèrie llarga observada en altres poblacions.

#### Dialectes
El repertori vocal dels diferents grups d'orques estudiades està compost d'un nombre específic i repetitiu d'anomenats discrets, als quals se'ls denomina dialectes. Els dialectes són complexos i estables durant el temps, i són únics per a cada grup en particular. Cada individu probablement ho aprengui mitjançant el contacte amb la seva mare i altres membres del grup. Possiblement, els dialectes constitueixin una forma de mantenir la cohesió i la identitat dins del grup i es creu que la similituds entre ells reflecteixen el grau d'afinitat entre les manades. Els investigadors han estat incapaços de determinar si aquests tenen un significat específic o si es troben associats a certes activitats en particular. Els dialectes dels grups d'orques del nord del Pacífic contenen de set a disset (mitjana de dotze) tipus diferents.

### En captivitat

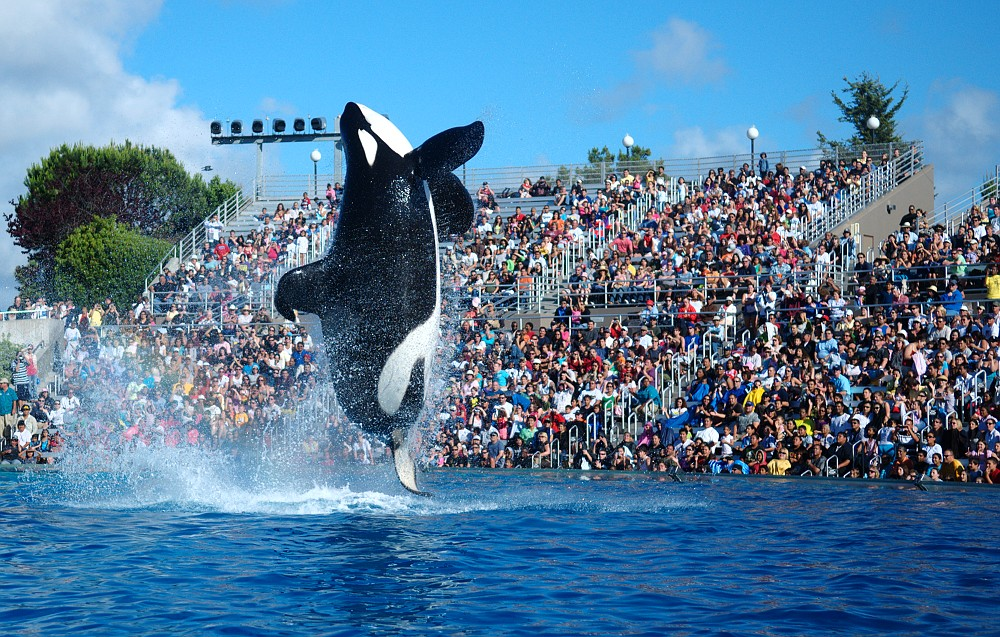
Orca participant en un espectacle a SeaWorld San Diego

Entitats com World Animal Protection i Whale and Dolphin Conservation lluiten contra la tinença de cetacis, especialment orques, en captivitat. Els individus captius sovint desenvolupen patologies, incloent-hi el col·lapse de l'aleta dorsal en la majoria dels mascles i algunes femelles. Les orques captives no solen passar de la tercera dècada de vida. En canvi, les femelles salvatges que sobreviuen a la infància viuen una mitjana de 46 anys i, en casos excepcionals, poden arribar a 80 anys, mentre que les xifres equivalents per als mascles són de 31 i 60-70 anys, respectivament. En general, les condicions de vida en captivitat no tenen res a veure amb el seu hàbitat natural i els grups socials que s'hi formen difereixen dels que es troben en la natura. Altres causes d'estrès inclouen l'obligació de fer trucs que disten molt del comportament de les orques salvatges i la petitesa de les piscines. Els individus salvatges poden nedar fins a 160 km al dia. Segons els detractors de la seva tinença en captivitat, els cetacis són animals massa grossos i intel·ligents per viure en aquestes condicions. De vegades, els individus captius exhibeixen comportaments agressius envers els éssers humans, els animals amb qui comparteixen la piscina o fins i tot contra si mateixos.